# Digital Vision Optics
Digital Vision Optics (DVO)は、スウェーデンのストックホルムに本社を置く、Digital Vision社の画像処理ソフトウェア。

同社のカラーグレーディング機器であるNucodaシリーズ、Phoenixシリーズのプラグインとしてオプションとして追加できる。
DVNRの技術をソフトウェアに移植し、ソフトウェアであることを活かし画像処理の最先端技術を盛り込んでいる。

## 概要
独自の「モーションエスティメーション」技術により、DVNRより高度な画像処理を行うことが可能。
「DVO Enhance」、「DVO Restore」、「DVO Convert」の各パッケージに分かれており、それぞれに搭載プラグインが異なる。
像の色を変更するのではなく、画質を調整する機能が主。

## DVO Enhance
- DVO Clarity　第五世代自動フィルムグレイン除去機能
- DVO Sharpen　フィルムグレインを無視する独自シャープネス機能
- DVO Grain　フィルムグレイン除去機能
- DVO Re-grain　自然なフィルムグレイン機能
- DVO Alias　インターレース除去機能
- DVO Brickwall　周波数成分調整機能
- DVO Aperture　高周波成分調整機能

## DVO Restore
- DVO Dust　ほこり自動除去機能
- DVO Fix　ゴミ除去機能
- DVO Print Align　YCM separation自動補正機能
- DVO Scratch　フィルムスクラッチ除去機能
- DVO Flicker　フリッカー除去機能
- DVO Steady　映像のゆれ除去機能

## DVO Convert
- DVO Upscale　次世代拡大機能
- DVO Deinterlace　インターレース解除機能
- DVO Twister　動画フレームレート変換機能